# Сямпі
Сямпі́ (рос. Сямпи) — присілок в Якшур-Бодьїнському районі Удмуртії, Росія.
Населення — 2 особи (2010; 2 в 2002).
Національний склад (2002):
- удмурти — 100 %